# Tori, Pärnumaa
Tori är en ort i Estland. Den ligger i Tori kommun och landskapet Pärnumaa, i den sydvästra delen av landet, 110 km söder om huvudstaden Tallinn. Tori ligger 21 meter över havet och antalet invånare är 526.
Terrängen runt Tori är mycket platt. Runt Tori är det glesbefolkat, med 9 invånare per kvadratkilometer. Närmaste större samhälle är Sindi, 12,6 km sydväst om Tori. I omgivningarna runt Tori växer i huvudsak blandskog.